# Michaelkirche Voitsberg

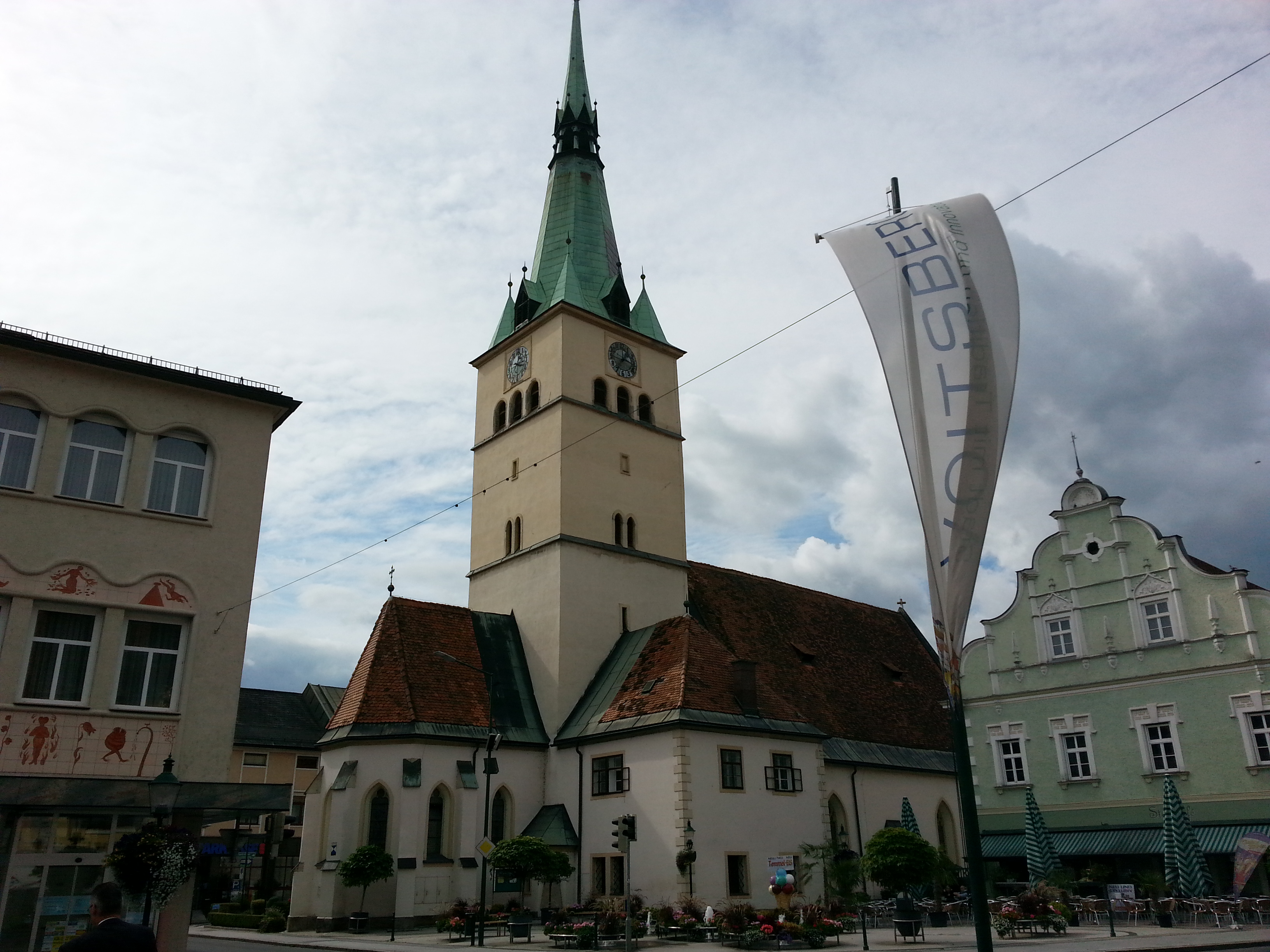
Die Filialkirche im September 2013

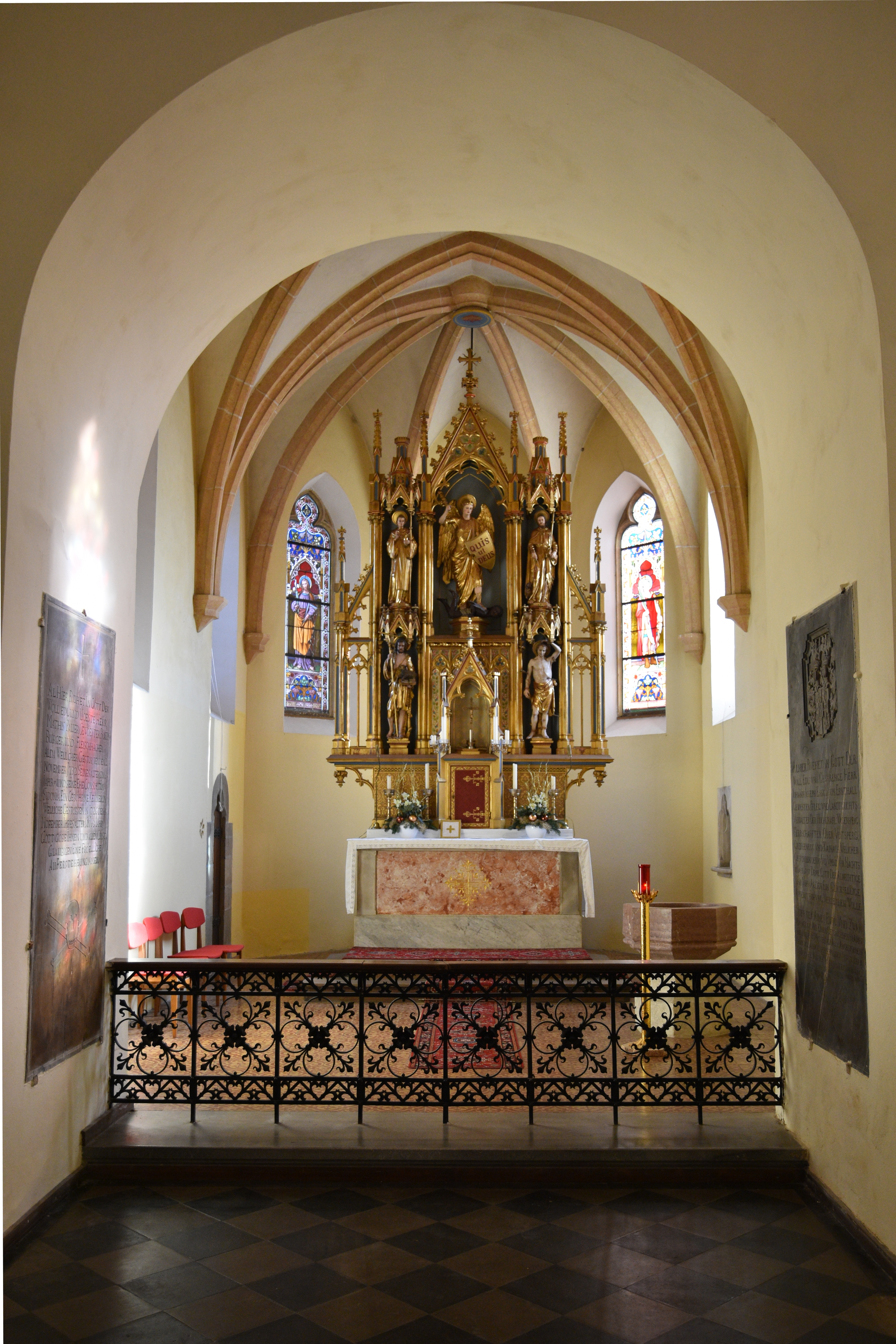
Der Altarraum der Kirche

Die Kirche Hl. Michael, auch Stadtkirche St. Michael genannt, ist eine römisch-katholische Filialkirche in der Stadtgemeinde Voitsberg in der Weststeiermark. Ihre Geschichte führt bis in die zweite Hälfte des 13. Jahrhunderts zurück.

## Standort
Die Kirche steht südlich des Hauptplatzes in der Stadt Voitsberg, am Michaeliplatz 1.

## Geschichte
Die Kirche wurde erstmals am 21. August 1268 als Filiale der Margarethenkirche urkundlich erwähnt. Als nächste urkundliche Erwähnung ist erst der 24. Januar 1403 bekannt, als der Pfarrer Hans von Heiligenstatt eine größere Stiftung an den Nikolausaltar der Kirche machte. Der Nikolausaltar war zu jener Zeit der Sitz einer eigenen Kaplanei. Durch eine Stiftung des Bürgers Siegmund Schadeckher vom Januar 1445 gelangte die Michaelkirche in den Besitz eines Bürgerhauses der Stadt Voitsberg. Der Chor wurde während des 14. Jahrhunderts erweitert und umgebaut. Das heutige Langhaus wurde in der zweiten Hälfte des 15. Jahrhunderts errichtet und im frühen 16. Jahrhundert gotisiert. Die westliche Fassade wurde 1893 stark überarbeitet. Im Jahr 1607 beschädigte der Einschlag eines Blitzes den Kirchturm schwer und erst ab 1611 konnte ein Meister Peter ihn wiederherstellen. Im Jahr 1626 wurde der Innenraum der Kirche neu ausgemalt und es fanden Ausbesserungsarbeiten statt. Das Langhaus wurde 1648 und dann erneut 1772 und der Kirchturm 1656 neu eingedeckt. Im Jahr 1675 beschädigte ein Sturm den Turm erneut, dass er erneuert werden musste. Eine von dem Architekten Robert Mikovics geleitete Gesamtrenovierung der Kirche im Jahr 1892 führte den Innenraum auf den mittelalterlichen, gotischen Baubestand zurück, einschließlich Neubau des polygonalen Chors. In den Jahren 1956 und 1977 fanden weitere Renovierungsarbeiten im Innenraum statt und zwischen 2000 und 2002 wurden die Fenster saniert.

## Beschreibung

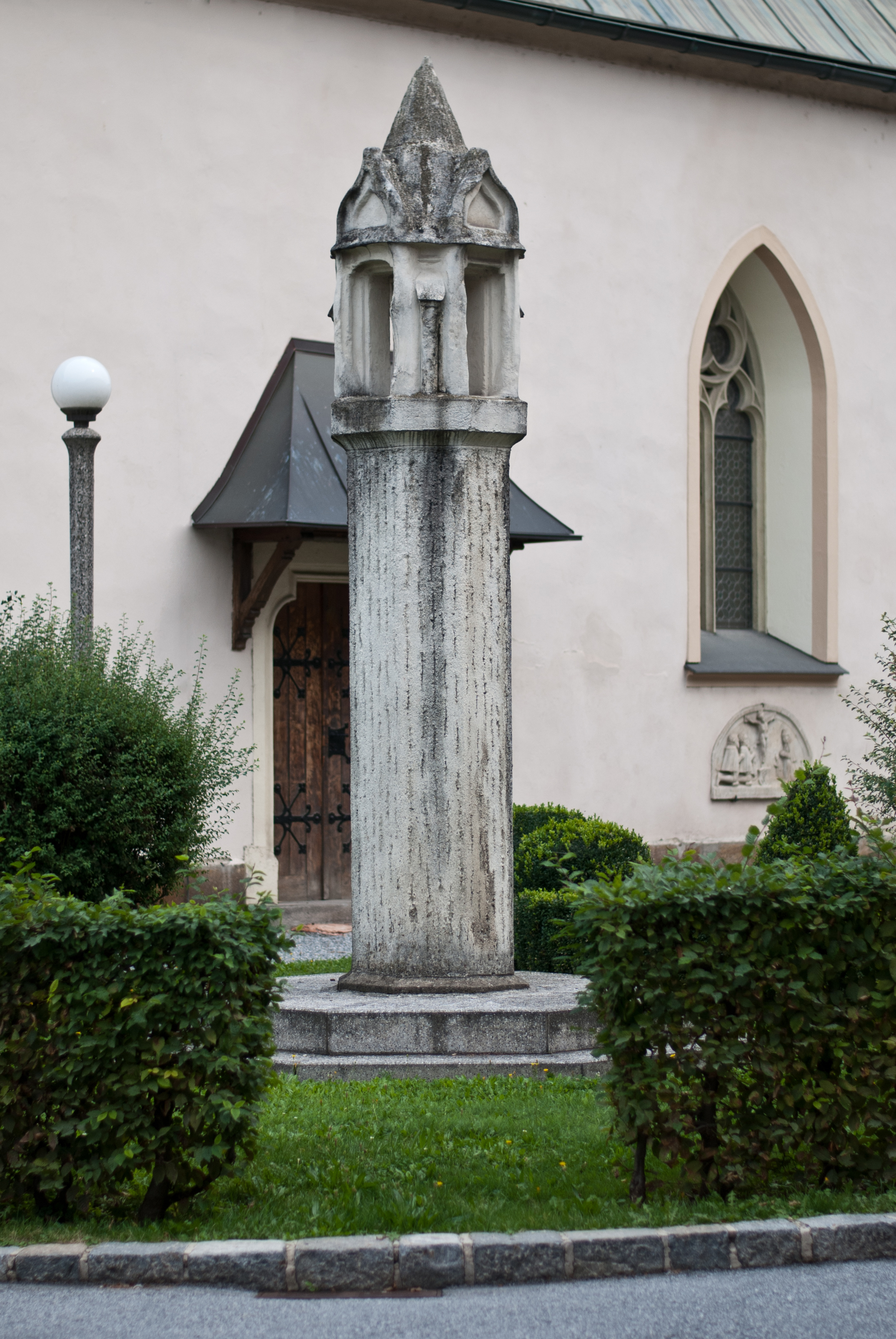
Die Totenleuchte, welche sich neben der Kirche befindet

Die Kirche ist eine im Kern spätromanische, dreischiffige und fünfjochige Hallenkirche mit einer gotischen Chorerweiterung und einem mächtigen, 51,5 Meter hohen, viergeschoßigen Chorquadratturm. Die Außenseite des Chors hat abgetreppte Strebepfeiler. Das romanische, aus der ersten Hälfte des 13. Jahrhunderts stammende westliche Rundbogenportal wurde jenem der Stiftskirche Wilhering nachempfunden und 1893 stark überarbeitet. Es ist zweifach abgetreppt und weist eine scharfkantige, sonst aber unprofilierte Quaderrahmung sowie ein durchgehendes Kämpferprofil mit Wulst und einer darüberliegenden Platte auf. Das gotische Nordportal ist profiliert und hat einen Schulterbogen. Neben der Kirche steht eine im ersten Viertel des 16. Jahrhunderts aufgestellte und in den Jahren 1936 und 1937 weitgehend erneuerte Totenleuchte.
Das dreischiffige und fünfjochige Langhaus wird von einem auf Achteckpfeilern ruhenden Sternrippengewölbe überspannt. Die Wandkonsolen sowie die Schlusssteine im Mittelschiff sind mit Wappenschilden verziert, die nur zum Teil deutbar sind. Des Heiliggeistloch mit einer Taube befindet sich im mittleren Joch und wird von den vier Wappen, dem der Habsburger, dem von Österreich und der Steiermark sowie dem Stadtwappen von Voitsberg umgeben. Das Turmquadrat ist kreuzrippengewölbt. Der einjochige und ebenfalls kreuzrippengewölbte Chor schließt östlich an das Turmquadrat an und hat einen Fünfachtelschluss. Der Triumphbogen ist stark eingezogen. Sowohl im Turmjoch als auch im Chor befindet sich jeweils ein Schulterbogenportal. Außerdem befindet sich im Chor eine Mauernische mit Dreipassbogen. Die mit Kreuzrippen unterwölbte Empore ist im westlichen Teil des Langhauses eingebaut. Die Maßwerkfenster wurden erneuert und haben neogotische Fensterscheiben aus dem Jahr 1893.
Die Kircheneinrichtung ist im Stil der Neogotik gehalten. Auf den nach einem Entwurf von Ludwig von Kurz zum Thurn und Goldenstein nach 1892 aufgestellten, neogotischen Hochaltar stehen mehrere von Jakob Gschiel im Jahr 1891 gefertigte Figuren. Das Tabernakel wurde 1832 aufgestellt. Die Bilder auf den Seitenaltären malte Ludwig von Kurz zum Thurn und Goldenstein im Jahr 1900. Des Weiteren hängen in der Kirche eine Kopie des Mariahilfer Gnadenbildes sowie ein Bildnis des heiligen Josef, die beide August Kraus 1879 malte. Der Taufstein der Kirche ist spätgotisch gestaltet. Neben dem nördlichen Kirchenportal steht ein auf das Jahr 1523 datiertes, rotmarmornes Weihwasserbecken, das Hans Schmit stiftete, worauf eine Inschrift und ein Wappen mit abgebildetem Salzfass hinweist. Ein weiteres Weihwasserbecken am südlichen Seiteneingang weist den mit drei Lilien verzierten Wappenschild des zwischen 1490 und 1505 nachweisbaren Stadtrichters Jörg Egner auf.
Über die gesamte Kirche verteilt findet man mehrere Wappen- und Grabsteine. So befindet sich etwa am Chorschluss ein aus dem Jahr 1587 stammendes Portraitrelief das Christoff Grabner sowie seine Frau Elisabeth zeigt. Den Grabstein des 1586 verstorbenen Christoph Würtzperger ziert ein Relief des Ehepaares vor einem Kreuz sowie ein Hauszeichen. Das Relief auf dem Grabstein des 1589 gestorbenen Blasius Wolff ist stark beschädigt. Weitere Grabsteine sind der des 1587 gestorbenen Christoff Prem sowie der von Martin Jakob Pircker, der im Rokokostil gehalten ist. Ein Wappenstein der Ragkniz stammt aus der Zeit gegen 1600.

## Orgel
Die im Jahr 1893 erbaute Orgel stammt von der Jägerndorfer Werkstätte Gebrüder Rieger und wurde als Opus 432 mit Kegelladensystem erbaut. Das Werk verfügt über 16 klingende Register und befindet sich im Originalzustand. Eine Renovierung erfolgte im Jahr 2002 durch Orgelbauer Hartinger aus Graz.

## Glocken
Die Kirche hat vier Stahlglocken mit den Tönen e', gis', h' und cis", die 1923 von Böhler-Uddeholm in Kapfenberg gegossen wurden.